# 文学语言
标准语，是指经过规范的共同语，即一种约定俗成的在同一文化圈或者语境下可理解的语言，或加工过的书面语。文学作品、电影、话剧、广播、科学、教育、政府机关等所使用的语言都是文学语言。例如中国古代所使用的文言文就是一种标准化的语言。